# BMW G 310 R
Die BMW G 310 R ist ein Motorrad des Fahrzeugherstellers BMW.
Die G 310 R ist das hubraumkleinste Motorrad des Herstellers in der jüngsten Vergangenheit und wurde von der Optik an die S 1000 R angelehnt. Das Naked Bike wird von BMW als „Roadster“ vermarktet. Das ungedrosselte Einsteigermotorrad fällt in die Fahrerlaubnisklasse A2.
Die BMW interne Bezeichnung der G 310 R lautet K03. Ihr Modellschlüssel bis 2020 lautet 0G01, nach der Modellüberarbeitung 2020 lautet er 0G41.
Die Modelle der G 310 werden im Rahmen eines Kooperationsvertrags durch das indische Unternehmen TVS Motor Company in Hosur (Bundesstaat Tamil Nadu) hergestellt. Weitere Derivate wie ein Supersportler werden von BMW auf Messen präsentiert und teilweise von TVS in lokalen Märkten eingeführt.

## Entwicklung und Technik
Das Motorrad soll junge Käufer ansprechen und besonders den großen Markt der Schwellenländer in Asien und Lateinamerika für BMW erschließen.
Entstanden ist die G 310 R aus der Konzeptstudie Stunt G 310, deren stehender Zylinderkopf im Motorradrahmen nach hinten geneigt eingebaut wurde, um eine optimale Schwerpunktlage für Stunts zu erreichen. An der Entwicklung, die bei BMW in München stattfand, war auch der Stuntfahrer Christian Pfeiffer beteiligt.
Im Oktober 2017 folgte das Reiseenduro-Schwestermodell G 310 GS, welches auf der gleichen Plattform basiert.

Mit der Überarbeitung 2020 erfüllt die G 310 R die Euro 5-Abgasorm. Um beim Einrücken der Kupplung Schläge im Antriebsstrang zu unterbinden, ist nun eine Anti-Hopping-Kupplung eingebaut. Sichtbare Änderung ist der LED-Scheinwerfer.
Im Sommer 2022 wurde das dritte Modell dieser Einsteiger-Baureihe, die BMW G 310 RR, vorgestellt, die aber nur im asiatischen Raum angeboten wird. Sie teilt sich die Fahrzeugplattform mit der G 310 R. Unterschiede sind die sportliche Verkleidung, die Fahrzeugbeleuchtung und die Cockpitinstrumentierung.

### Motor
Der Zylinderkopf des Motors ist, entgegen der üblichen Anordnung, gedreht: die Abgasführung ist in Fahrtrichtung nach hinten und der Ansaugtrakt in Fahrtrichtung nach vorne verlegt. Der Motor mit einer Ausgleichswelle zum Mindern von Vibrationen hat eine Bohrung von 80 und einen Hub von 62,1 mm; er ist wie bei der Studie in den Rahmen eingebaut.
BMW Motorrad nennt gemäß WMTC-Zyklus einen Verbrauch von 3,5 l/100 km und einen CO2-Ausstoß von 80 g/km. Der Verbrauch wurde vor der Modellpflege mit 3,3 l/100 km angegeben, was in einem Test der FAZ bei der Geländeversion lediglich um 0,1 Liter verfehlt wurde. Die Zeitschrift Motorrad, deren Testmaschine 153 km/h erreichte, nannte in ihrem Dauertest bei einer Reisegeschwindigkeit von 140 km/h etwa 5,5 l/100 km.

### Fahrwerk
Das Motorrad hat, wie es in seiner Klasse üblich ist, einen Gitterrohrrahmen aus Stahl; der Nachlauf beträgt 102,3 mm und der Lenkkopfwinkel wird mit 64,9 Grad angegeben. Das Vorderrad (110/70 R 17) wird über eine Upside-down-Gabel mit 140 mm Federweg, das relativ breite Hinterrad (150/60 R 17) wird über eine Aluminiumdruckgussschwinge mit direkt angelenktem Zentralfederbein  mit einem Federweg von 131 mm gedämpft. Verzögert wird das Motorrad über einzelne Bremsscheiben mit 300 mm (vorne) und 240 mm (hinten) Durchmesser und Antiblockiersystem.

## Qualitätsprobleme bis Mitte 2017
Das Motorrad wurde im November 2015 vorgestellt. Die Markteinführung für den europäischen Markt war 2016 vorgesehen. Bedingt durch technische Probleme, verzögerte sich die Auslieferung an die Kunden. Es wurde über Motorschäden aufgrund mangelhafter Qualität von Zulieferteilen des indischen Werks berichtet. Auslieferungsbeginn an die ersten Kunden war Mitte März 2017. Im April 2017 gab es eine Rückrufaktion wegen Mängeln an der Lenkung und der Vorderradbremse.

## Kritiken
„Überrascht haben uns die Laufruhe und der lineare Drehmomentverlauf des Einzylinders. ... schiebt vom Stand bis zur realistischen Vmax von rund 130 km/h sauber durch. Und entlässt dabei einen ordentlichen Sound ... 
BMW liefert mit der G 310 R ein reifes Bike aus, das mit guter Verarbeitung und einer funktionalen Ausstattung ohne wesentliche Lücke glänzt. Große Pluspunkte der kleinen, leichten Fahrmaschine sind ihr supereinfaches Handling, das glasklare Feedback, das Motor, Fahrwerk, Bremsen und Getriebe liefern, sowie die niedrige Sitzhöhe. Diesem Paket verpasst man dann ganz gerne mal den Stempel „Einsteiger- und Fahrschulbike“. Das wäre aber zu kurz gesprungen, denn die „Drei-Zehn“ taugt durchaus auch für erfahrenere Piloten. Ein breiter Ansatz, der nicht nur in Deutschland, sondern vor allem in den 310-Zielmärkten Asien und Südamerika funktionieren sollte. ...“

## Produktionsvolumen und Bestand
Insgesamt wurden bis 2020 bei TVS in Indien 72.000 G 310-Motorräder für BMW produziert.
2018 erreichte die BMW G 310 R in Deutschland Platz 34 der Verkaufs-Hitliste. Das Kraftfahrzeugbundesamt wies für 2019 in Deutschland einen Bestand von 1.240 G 310 R aus und weitere 523 Exemplare der G 310 GS. 2020 und 2021 tauchten die G 310-Maschinen in der deutschen Zulassungsstatistik nicht unter den ersten 50 Maschinen auf. 2022 stand die G 310 R mit 887 Neuzulassungen auf Platz 32.